# Clubiona phragmitoides
Clubiona phragmitoides este o specie de păianjeni din genul Clubiona, familia Clubionidae, descrisă de Schenkel, 1963. Conform Catalogue of Life specia Clubiona phragmitoides nu are subspecii cunoscute.